# 平野聡 (実業家)
平野 聡（ひらの さとし、1957年（昭和32年）12月12日 - ）は、日本の実業家、経営者、トプコン代表取締役会長、JVCケンウッド社外取締役

## 来歴
1957年（昭和32年）12月12日、福岡県に生まれる。北九州市立清水小学校 、北九州市立篠崎中学校、大分県立中津北高等学校を経て、1982年（昭和57年）3月東京電機大学理工学部卒業。同年4月東京光学機械（現・トプコン）入社。
1996年（平成8年）4月にTopcon Laser Systems,Inc.副社長に就任。2001年（平成13年）7月にはTopcon Positioning Systems,Inc.上席副社長に就任するなど、主に海外営業畑を歩いた。
2007年（平成19年）6月トプコン執行役員に就任。2010年（平成22年）6月取締役兼執行役員、2012年6月取締役兼常務執行役員を経て、2013年（平成25年）6月トプコン代表取締役社長就任。
2023年（令和5年）1月トプコン代表取締役会長就任。

## 人物
子供時代はまさに悪ガキ。先生にしょっちゅう怒られ、母も頻繁に呼び出されていた。
物理は大好きで数学も高得点を取っていた半面、英語は苦手だったが大学で英語の面白さを教えてくれた先生と出会い、一生懸命勉強をするようになる。
トプコンに入社してからは海外グループ会社のトップを務めるなど、度胸がついて英語力にさらに磨きがかかったと答えている。